# Lophelia
Genre
Lophelia est un genre de scléractiniaires (coraux durs), de la famille des Caryophylliidae.

## Liste des espèces
World Register of Marine Species (7/3/2020) considère Lophelia comme un synonyme de Desmophyllum et Lophelia pertusa comme un synonyme de Desmophyllum pertusum (Linnaeus, 1758)
ITIS (19 juin 2015) y ajoute l'espèce Lophelia prolifera (Pallas, 1766),  considérée comme un synonyme de Desmophyllum pertusum par WoRMS.
Paleobiology Database (19 juin 2015) énumère d'autres taxons, fossiles : Lophelia parvisepta et Lophelia tubaeformis.